# Калныньш, Паулс
Паулс Калныньш (латыш. Pauls Kalniņš; 1872—1945) — латвийский политик и врач. Спикер Сейма в 1925—1934 гг. Председатель партии LSDSP. Редактор «Cīņa». Депутат всех созывов Сейма Первой латвийской республики, депутат Народного совета Латвии и Собрания Сатверсме. В 1930 и 1933 году был кандидатом в президенты Латвии.
Один из подписантов Меморандума Центрального Совета Латвии от 17 марта 1944 года. Во время Второй мировой войны как председатель Четвёртого Сейма в 1944 году был избран Латвийским Центральным Советом и. о. президента Латвии.
Отец Бруно Калныньша. Награждён Орденом Трёх Звёзд II класса в 1926 году и I класса в 1927 году.